# Тартак (Звягельський район)
Тарта́к — село в Україні, у Звягельському районі Житомирської області. Населення становить 187 осіб (2001).

## Історія
У 1906 році — село Гульської (Рогачівської) волості Новоград-Волинського повіту Волинської губернії. Відстань від повітового міста 20 версти, від волості 10. Дворів 93, мешканців 533.
У жовтні 1935 року із села Тартак до Харківської області, на основі компроментуючих матеріалів НКВС, трьома ешелонами було виселено 20 родин (87 осіб), з них 18 — польських, 2 — українських. Серед виселених 23 особи чоловічої статі, 27 жіночої, 37 дітей. Натомість на місце вибулих радянською владою переселялися колгоспники-ударники з Київської і Чернігівської областей.

## Населення

### Мова
Розподіл населення за рідною мовою за даними перепису 2001 року:
| Мова       | Кількість | Відсоток |
| ---------- | --------- | -------- |
| українська | 186       | 99.47%   |
| російська  | 1         | 0.53%    |
| Усього     | 187       | 100%     |

## Відомі уродженці
- Вольський Анатолій Миронович (* 1960) — театральний актор, народний артист України.